# Oparzno
Oparzno (niem. Wopersnow) – wieś w Polsce położona w województwie zachodniopomorskim, w powiecie świdwińskim, w gminie Świdwin.
W latach 1954–1959 wieś należała i była siedzibą władz gromady Oparzno, po jej zniesieniu w gromadzie Świdwin.

## Zabytki
- kościół z 1729 r., murowany z wieżą o surowych elewacjach wpuszczoną w elewację zaakcentowaną latarenką[3];
- zabytkowy park podworski z XIX w.